# Valentinois
Das Valentinois, also die Landschaft um Valence, hatte seit dem 10. Jahrhundert eigene Grafen und gehörte erst zur Markgrafschaft Provence, später dann zur Dauphiné in Frankreich. Seit 1790 ist es Teil des Départements Drôme.
Die frühere Grafschaft wurde 1498 für Cesare Borgia durch König Ludwig XII. zum Herzogtum erhoben. 1548 wurde es durch Heinrich II. an dessen Mätresse Diana von Poitiers verliehen und kam 1642 durch Ludwig XIII. an die monegassische Fürstenfamilie Grimaldi. Diese führen noch heute den Titel „Herzöge von Valentinois“.
Zu den Grafen von Valentinois siehe: Haus Poitiers-Valentinois